# محاصره آکاساکا
محاصره آکاساکا (انگلیسی: Lower Akasaka fortress) یکی از نبردهای اولیه شورش گنکو بین امپراتور ژاپن امپراتور گودایگو و خاندان هوجو تحت کنترل شوگون‌سالاری کاماکورا در سال‌های پایانی دوره کاماکورا در ژاپن بود.